# Peel Trident
O Trident foi um microcarro, projetado por Cyril Cannell para suceder o Peel P50. Entre dezembro de 1964 e dezembro de 1966 foram produzidas aproximadamente 80 unidades na Ilha de Man pela empresa britânica Peel Engineering Company, que foram vendidas por (aprox.) US$ 301,00.

## História
Havia uma versão com dois lugares e outra com um lugar e um carrinho de compras.
É conhecido por ser o menor carro para dois passageiros já produzido.
Era equipado com um motor DKW de 49 cc, com um câmbio manual de três marchas e sem marcha à ré, atingia uma velocidade máxima de cerca de 61 km/h.
A Peel Engineering Co. foi dissolvida em 1974, mas em 2010, foi aberta, no Reino Unido, outra empresa com a mesma denominação, que se dedica a produção de réplicas do Peel Trident, com versões equipadas com motor a gasolina ou elétrico.
A moderna versão a gasolina é equipada com um motor de 49 cc de quatro tempos, com transmissão continuamente variável (Câmbio CVT), e chega a fazer 50 km/litro.
A versão elétrica, também é equipada com um Câmbio CVT e tem autonomia de 30 Km.
Ambas as versões têm uma velocidade máxima limitada de 65 km/h.

## Críticas
O Trident, juntamente com o seu irmão  Peel P50 fazem parte das listas dos piores carros alguma vez fabricados. A revista Time lista-o como um dos piores carros de todos os tempos.